# Taningia danae
Taningia danae е дълбоководен едър вид калмар от семейство Octopoteuthidae.

## Разпространение
Поради факта, че видът е дълбоководен е трудно да се установи с точност разпространението му. Индиректни доказателства са откритите в стомасите на китове и акули изядени калмари или уловени от риболовни мрежи екземпляри. Смята се, че видът е разпространен в субтропични и тропични води на океаните по света.

## Описание
Видът е един от най-големите известни калмари, който заедно с мантията има дължина около 1,7 m и обща дължина с пипалата от 2,3 m. Най-едрият уловен екземпляр е на възрастна женска с тегло от 161,4 kg.